# Les Filles de Cécrops découvrant l'enfant Érichthonios
Les Filles de Cécrops découvrant l'enfant Érichthonios est une grande huile sur toile de Jacob Jordaens (1593-1678) conservée au musée royal des beaux-arts d'Anvers. Cette toile composée en 1617, alors que l'artiste n'a que vingt-quatre ans, est encore influencée par l'art de Rubens.
La scène est inspirée des Métamorphoses d'Ovide et de la Bibliothèque du pseudo-Apollodore. Elle représente les filles de Cécrops découvrant l'enfant Érichthonios dont le corps se termine en queue de serpent. Érichthonios est le fils d'Héphaïstos, produit de son désir pour Athéna qui, désireuse de garder sa virginité, jeta la semence du dieu à terre avec un tissu de laine donnant ainsi naissance à l'enfant. Jordaens s'est plutôt inspiré de la version d'Ovide, comme Rubens avant lui. Athéna met l'enfant dans un panier en osier qu'elle confie aux trois filles de Cécrops, premier roi d'Athènes, en leur interdisant de l'ouvrir.
Les filles du roi sont Hersé, Pandrose et Aglaure, prêtresses de l'Érechthéion. Hersé et Pandrose gardent le secret, mais Aglaure, dévorée de curiosité ouvre le panier et découvre avec effroi la queue de serpent de l'enfant (Ovide, Métamorphoses II, 552-561). Plus tard, Hersé devient la maîtresse de Mercure et Érichthonios, roi d'Athènes.
Jordaens interprète la scène en montrant la blonde Pandrose nue de côté et bien en chair et sa sœur Aglaure assise, une jambe repliée, brune et couronnée de fleurs découvrant l'enfant. Elle porte un collier de perles. Hersé est debout et nue à gauche avec une toge rouge jetée à l'épaule, en allusion avec ses amours prochaines avec Mercure. Cupidon à gauche se tient près d'Hersé. Derrière se tient une vieille nourrice en coiffe blanche qui semble la seule à être étonnée. C'est ainsi que comme chez Rubens, dans Érichthonios découvert par les filles de Cécrops (Liechtenstein Museum), Jordaens s'interroge sur le contraste entre la jeunesse et la vieillesse.
Ce tableau a été présenté à la rétrospective Jordaens qui s'est tenue à Paris au Petit Palais de septembre 2013 à janvier 2014.
Jordaens a réinterprété cette scène dans un autre tableau de 1640 conservé aujourd'hui au Kunsthistorisches Museum de Vienne.